# Kulturzentrum Bremgarten
Das Kulturzentrum Bremgarten (KuZeB) ist ein Autonomes Zentrum und Veranstaltungsort, das 1992 aus einer ehemaligen Hausbesetzung hervorgegangen ist. Es liegt an der Zürcherstrasse 2 in Bremgarten und gilt als symbolträchtiger Ort der Autonomen-Szene im Kanton Aargau sowie als Treffpunkt überregionaler sozialer, kultureller und politisch motivierter Aktivitäten der undogmatischen Linken. Regelmässig finden Veranstaltungen verschiedenster Art wie Konzerte, Lesungen, Diskussionsrunden, Informations- und Beratungsabende statt.
Es handelt sich um Gebäude der ehemaligen Kleiderfabrik Meyer & Co., die 1893 gegründet wurde. Die Anlage besteht aus einem 1838 errichteten Wohnhaus und den beiden Fabrikgebäuden.

## Geschichte der Kleiderfabrik

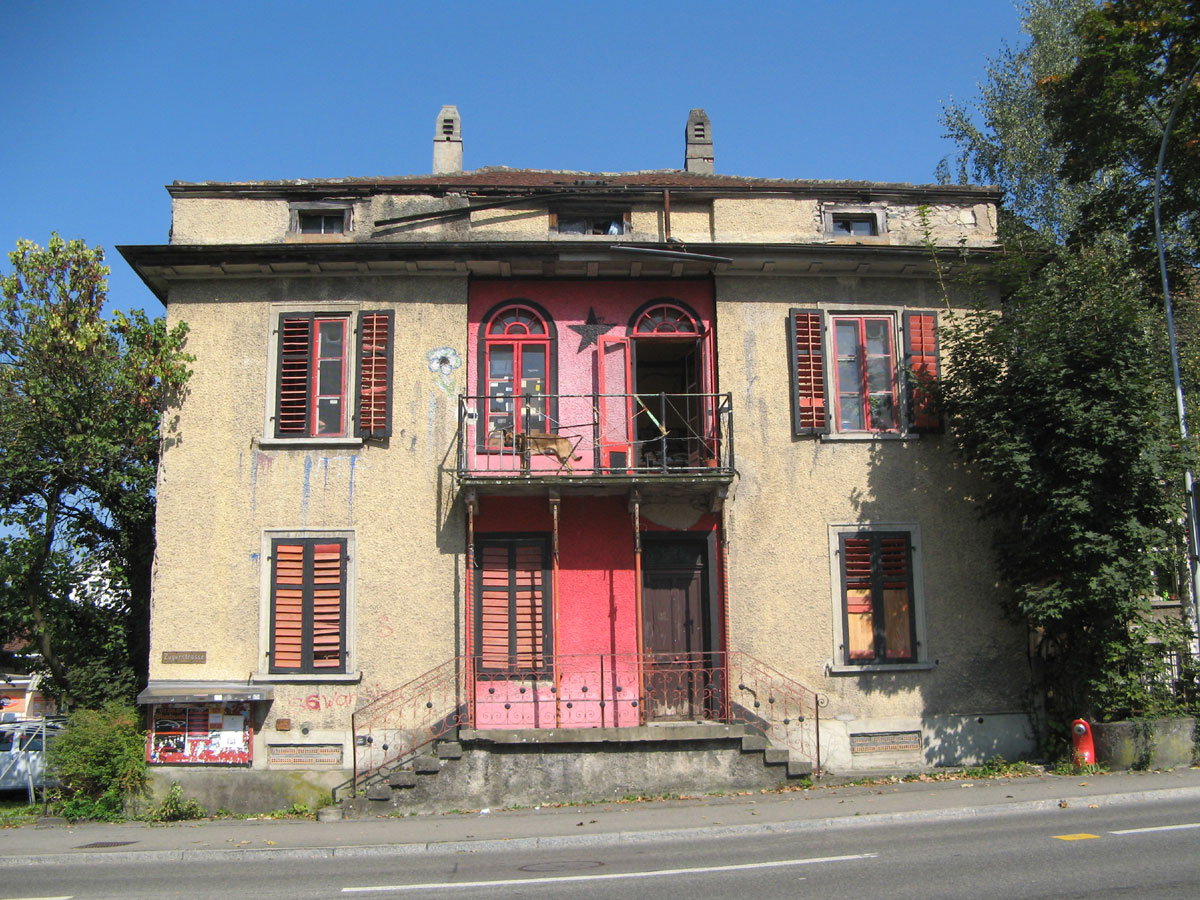
Das ehemalige Wohnhaus im Jahr 2007

Das biedermeierliche Wohnhaus am Obertorplatz in Bremgarten wurde 1838 vom Baumeister Fidel Leimbacher auf eigene Rechnung erbaut. Es wurde im Laufe des 19. Jahrhunderts von verschiedenen illustren Persönlichkeiten bewohnt, bis es schliesslich an die Gebrüder Max und Simon Meyer gelangte, die um 1893 in den rückwärtig angebauten Gebäuden die «Gebrüder Meyer, Herren- & Berufskleiderfabrik Bremgarten» gründeten. Diese wurden im Laufe der Jahre sukzessive erweitert und umgestaltet, wodurch ein Ensemble entstand, das sowohl ein typisches Beispiel für eine kleinere Fabrik ist als auch ein wichtiges Beispiel des Neuen Bauens darstellt. Der Kernbau, ein zweigeschossiger Biedermeierbau, ist durch sein Attikageschoss charakteristisch, während die Erweiterungen im rückwärtigen Anbau aus den Jahren 1880, 1911/1912 und 1928/1929 stammen.
Der Fabrikbau Meyer & Co. in Bremgarten wurde 1928/1929 nach Plänen des Zürcher Architekten Johann Emil Ganz errichtet. Er stellt einen wichtigen und frühen Zeugen der architektonischen Moderne im Kanton Aargau dar. Der kubische Betonskelettbau mit straffem Fassadenraster, grossflächigen Verglasungen und Flachdach orientierte sich an den Forderungen des Neuen Bauens und bewahrte weitgehend die originale Bausubstanz samt den querrechteckig gesprossten Fenstern. Der Fabrikbau nahm die gesamte Fabrikation auf, darunter auch die Zuschneiderei und das Nähatelier. Im Gebäude befinden sich zwei durchgehende, 12 × 19,6 Meter messende und gut belichtete Arbeitssäle, die für die Fabrikation essentiell waren. Es ist ein Beispiel für die vormoderne Fabrikarchitektur und zeugt von der reichen Fabrikationsgeschichte der Kleiderfabrik.
Heute präsentiert sich der Gebäudekomplex in einem eher uneinheitlichen Erhaltungszustand. Er steht im Inventar der schützenswerten Ortsbilder der Schweiz (ISOS) von nationaler Bedeutung und dokumentiert ein Stück Kulturgeschichte von Bremgarten.

## Geschichte des Kulturzentrums

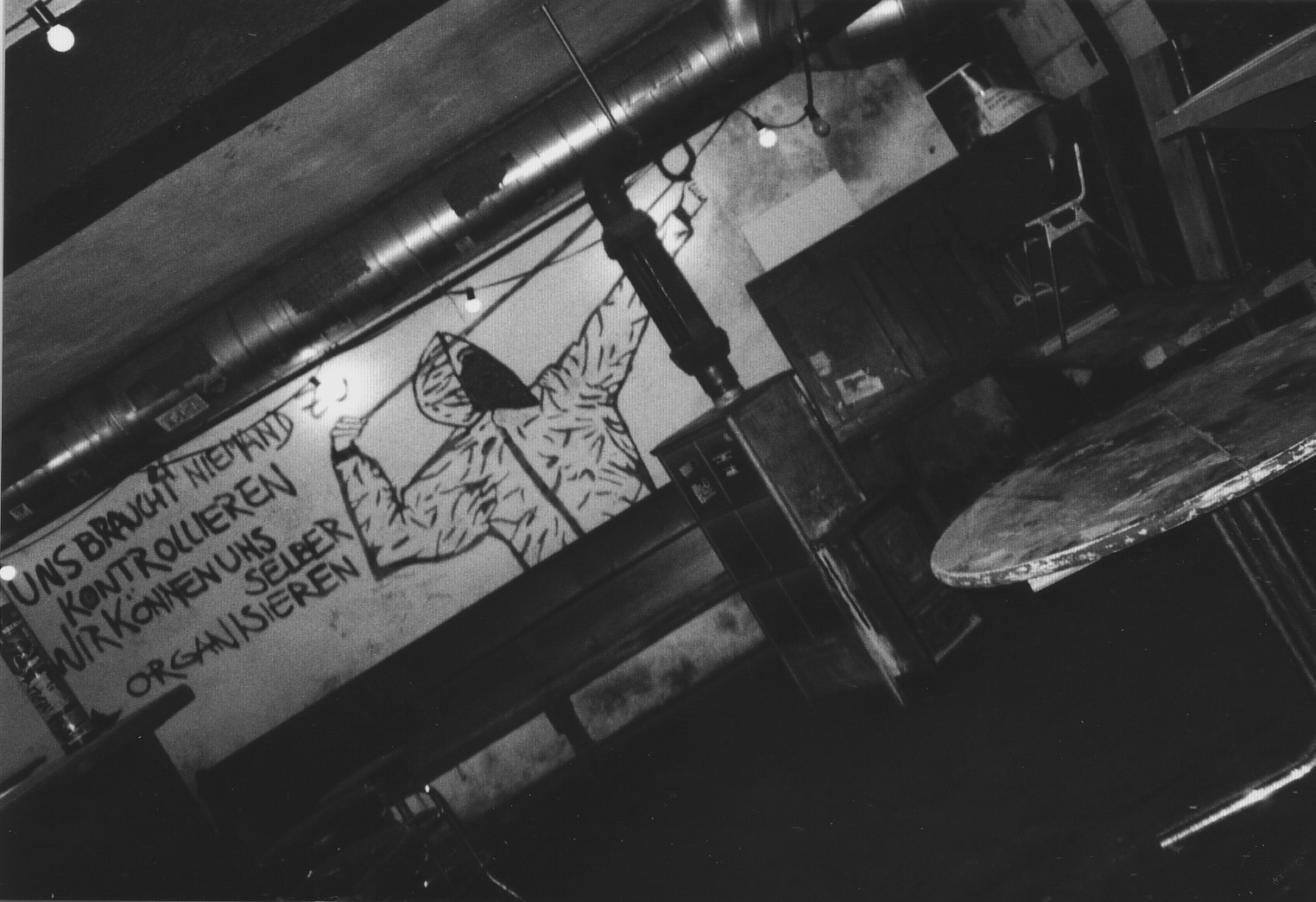
Konzertkeller mit Spruch um 2004

Im Juni 1990 besetzten einige junge Leute den verwaisten Gebäudekomplex, der 16 Jahre zuvor dem nagenden Zahn der Zeit überlassen worden war. Es handelt sich um eine ehemalige Kleiderfabrik, deren Wohnteil seit Jahren von einem Spanierclub und einem privaten Mieter beansprucht wurde. Die Besetzer verwandelten das Gebäude in einen autonomen Raum, indem sie im Keller eine Halfpipe für Skater und zwei Bandräume einrichteten. Max Meyer, einer der beiden Eigentümer, wurde von den Behörden auf die Umnutzung der Alten Kleiderfabrik aufmerksam gemacht, unternahm aber nichts, so dass den Behörden die Hände gebunden waren. So lief das Fabrikprojekt bis Neujahr 1991 ohne grössere Probleme.

### Räumungsdrohung
Im Frühjahr 1991 gingen die Besetzer in die Offensive und gründeten erstmals den «Verein Kultur Zentrum Bremgarten KuZeB». Sie setzten sich zum Ziel, mit den Eigentümern einen Mietvertrag auszuhandeln. Doch die Verhandlungen mit den Gebrüdern Meyer und den verschiedenen Behörden blieben erfolglos. Im April 1991 drohte die Stadt mit einer polizeilichen Räumung.
In den folgenden Monaten fanden trotz städtischer Verbote regelmässig Feiern in den alten Fabrikgemäuern statt, die gut besucht waren und den Enthusiasmus, das Projekt wieder in Angriff zu nehmen, neu entfachten. Zur Eskalation kam es, als am 7. Dezember 1991 die Rechtsradikale Mutschellenfront (RMF) in die Hallen der Kleiderfabrik eindrang und diese für ihre Zwecke missbrauchte. Aufgrund dieses Vorfalls erhielten die Gebrüder Meyer die Aufforderung, die Liegenschaft bis zum 15. Februar 1992 zuzumauern. Gleichzeitig drohte die AEW Energie, die Liegenschaft vom Stromnetz zu trennen.

### Gründung des «Vereins Kulturzentrum Bremgarten»
Um dem Druck standzuhalten, gründeten die Aktivisten den Verein «KuZeB» in seiner heutigen Form neu. Sie erarbeiteten ein Nutzungskonzept und übergaben es den Eigentümern der Liegenschaft sowie den Behörden. Gleichzeitig wurde eine Offerte für die Zumauerung der Liegenschaft in Auftrag gegeben. Die Aktivisten erhoben Einsprache und stellten die Zumauerungsofferte infrage, was zu einer mündlichen Zusage der Eigentümer führte. Die Bevölkerung nahm dies positiv auf und der Stadtrat bestätigte, dass er nie Einwände gegen einen Mietvertrag gehabt habe.
Somit gilt der 18. März 1992 als Gründungsdatum des heutigen Kulturzentrum Bremgarten.

### Mietvertrag

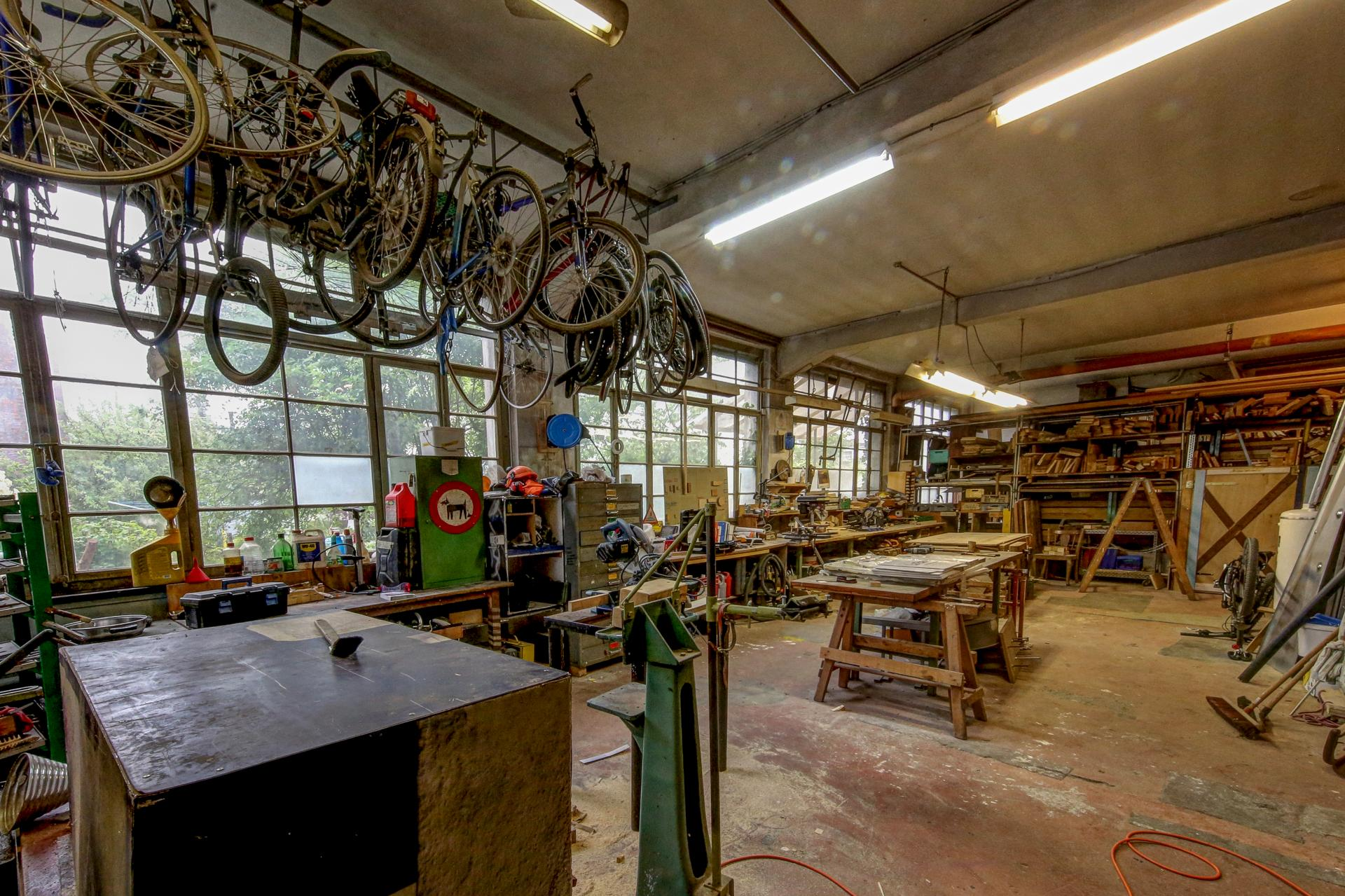
Heutige Werkstatt und ehemalige Fabrikhalle von 1928/1929 – gut sichtbar die grossflächigen Verglasungen

Der alljährliche Pfingstmarkt, diesmal mit Infoständen und einem Punkkonzert auf dem Fabrikdach, stiess auf grosses Interesse und positive Resonanz. Im August 1992 ergaben sich neue Möglichkeiten, als der Spanierclub das Lokal verliess und das KuZeB es übernahm. Am 27. August 1992 unterzeichnete der Verein einen Mietvertrag, der nie gegengezeichnet wurde. Dennoch begnügen sich die Erben des ehemaligen Textilfabrikanten Meyer seit drei Jahrzehnten damit, eine kleine Miete für die Parkplätze und einen Teil des Hauses zu kassieren. Der Rest ist nach wie vor besetzt. Nach dieser langen Verhandlungsphase konnte das erarbeitete Nutzungskonzept Schritt für Schritt umgesetzt werden.
Heute ist das KuZeB das älteste autonome Kulturzentrum der Schweiz, das gänzlich ohne öffentliche Subventionen auskommt.

### Konflikte
Am 7. Juni 2002 führte die Kantonspolizei Aargau im Kulturzentrum Bremgarten eine Hausdurchsuchung durch und beschlagnahmte dabei ein am Haus aufgehängtes Transparent. Es zeigte ein durchgestrichenes Hakenkreuz in einem Verbotszeichen. Anlass war eine Strafanzeige wegen Widerhandlung gegen die Rassismus-Strafnorm. Die Betreiber des Kulturzentrums Bremgarten kommentierten die Aktion in einem Communiqué als grotesk und als politische Satire.
Das KuZeB geriet zunehmend unter Druck der zuständigen Gemeindebehörden. Um den Freiraum zu kontrollieren, erliess der damalige Stadtammann eine Verfügung, wonach das autonome Zentrum dem Gastgewerbegesetz unterstellt werden sollte. Die finanziellen, rechtlichen und organisatorischen Konsequenzen hätten das Ende des nicht-kommerziellen Projekts bedeutet. Das kantonale Departement für Inneres stellte fest, dass es keinen vergleichbaren Fall gebe und deshalb ein Präjudiz geschaffen werden müsse. Der Regierungsrat entschied jedoch, dass das KuZeB nicht mit kommerziellen Gastgewerbebetrieben gleichzusetzen sei und somit nicht unter das Gastgewerbegesetz falle.
Am 29. Mai 2018 führte ein Polizeikommando im Rahmen eines Rechtshilfeersuchens aus Deutschland eine weitere Hausdurchsuchung durch. Ein junger Aargauer, der des schweren Landfriedensbruchs und der Brandstiftung im Zusammenhang mit den G20-Krawallen in Hamburg beschuldigt wird, befand sich zu diesem Zeitpunkt nicht in Bremgarten, sondern wurde später im Raum Winterthur festgenommen. Dennoch durchsuchte die Polizei seine Wohnung und das Kulturzentrum und beschlagnahmte diverse Datenträger.
Auch der SVP-Hardliner Andreas Glarner wollte das KuZeB loswerden. Der Eigentümer der Liegenschaft, Max Meyer, hatte bereits Interessenten, sah aber keinen Grund, das KuZeB zu verkaufen. Bremgarten war 2013 in die Schlagzeilen geraten, als Asylsuchenden der Zugang zu öffentlichen Einrichtungen verwehrt wurde. Glarner drohte damit, das Gebäude zu kaufen, um zu verhindern, dass Asylsuchende ins KuZeB einziehen können, und verschärfte seine Kritik am KuZeB, nachdem Unbekannte das Tagungslokal der SVP-Generalversammlung versprayt hatten.
Ab 2018 führte Glarner einen rechtlichen Kampf gegen das KuZeB mit dem Ziel, das älteste autonome Kulturzentrum des Landes zu beseitigen, das er wiederholt als «Schandfleck» bezeichnet hatte. Glarner äusserte zuvor Befürchtungen über das KuZeB, nachdem die Fassade eines Restaurants mit Graffiti besprüht worden war und Parolen in der Nähe gegen ihn gerichtet waren. Er erwog sogar den Kauf der Liegenschaft zusammen mit anderen Investoren. Glarner verlegte sein Büro in unmittelbare Nähe zum KuZeB und begann, rechtliche Schritte gegen das Kulturzentrum einzuleiten, indem er behauptete, dass es gegen baurechtliche Bestimmungen verstosse. Trotz zahlreicher Beschwerden und Anträge unterstützten die lokalen Behörden seine Position nicht. Das KuZeB stand nun rechtlich sogar besser da als zuvor, da städtische und kantonale Behörden offiziell festgehalten hatten, dass die Nutzung der Gebäude als Kulturzentrum über die Jahre legalisiert worden sei.

### Die Besetzer werden zu Besitzern
Im März 2025 gab der mittlerweile über 90-jährige Eigentümer Max Meyer seine Absicht bekannt, die Liegenschaft noch vor seinem Tod für vier Millionen Fraken verkaufen zu wollen. Während der Stadtrat Interesse am Erwerb andeutete, betonten alle örtlichen Parteien (mit Ausnahme der SVP) die Wichtigkeit des KuZeB für die kulturelle Vielfalt Bremgartens. Der Verein «KuZeB» wiederum gab sich zuversichtlich, dass er bis Ende Oktober die geforderte Summe aufbringen könne, und startete die Spendenaktion «Kuzeb bleibt!». Mitte Mai 2025 war das Ziel schon fast erreicht, nachdem eine wohlhabende Person, die dem Verein nahesteht, aber anonym bleiben möchte, eine Spende in der Höhe von 3,5 Millionen Franken zugesichert hatte. Sie stellte nur zwei Bedingungen: Erstens müsse das KuZeB selbst 500'000 Franken aufbringen und zweitens müsse der Betrieb wie bisher weitergeführt werden. Anfang August gab der Verein bekannt, dass das Spendenziel erreicht sei. Der Kaufvertrag war bereits im Juli unterschrieben worden, wobei die Kaufsumme im Rahmen von Verhandlungen mit dem Eigentümer auf 3,75 Millionen Franken gesenkt werden konnte. Um sich für die grosse Solidarität zu bedanken, veranstaltet der Verein im September das zweitägige Kulturfestival «KuZeB für immer».

## Heutiges Angebot

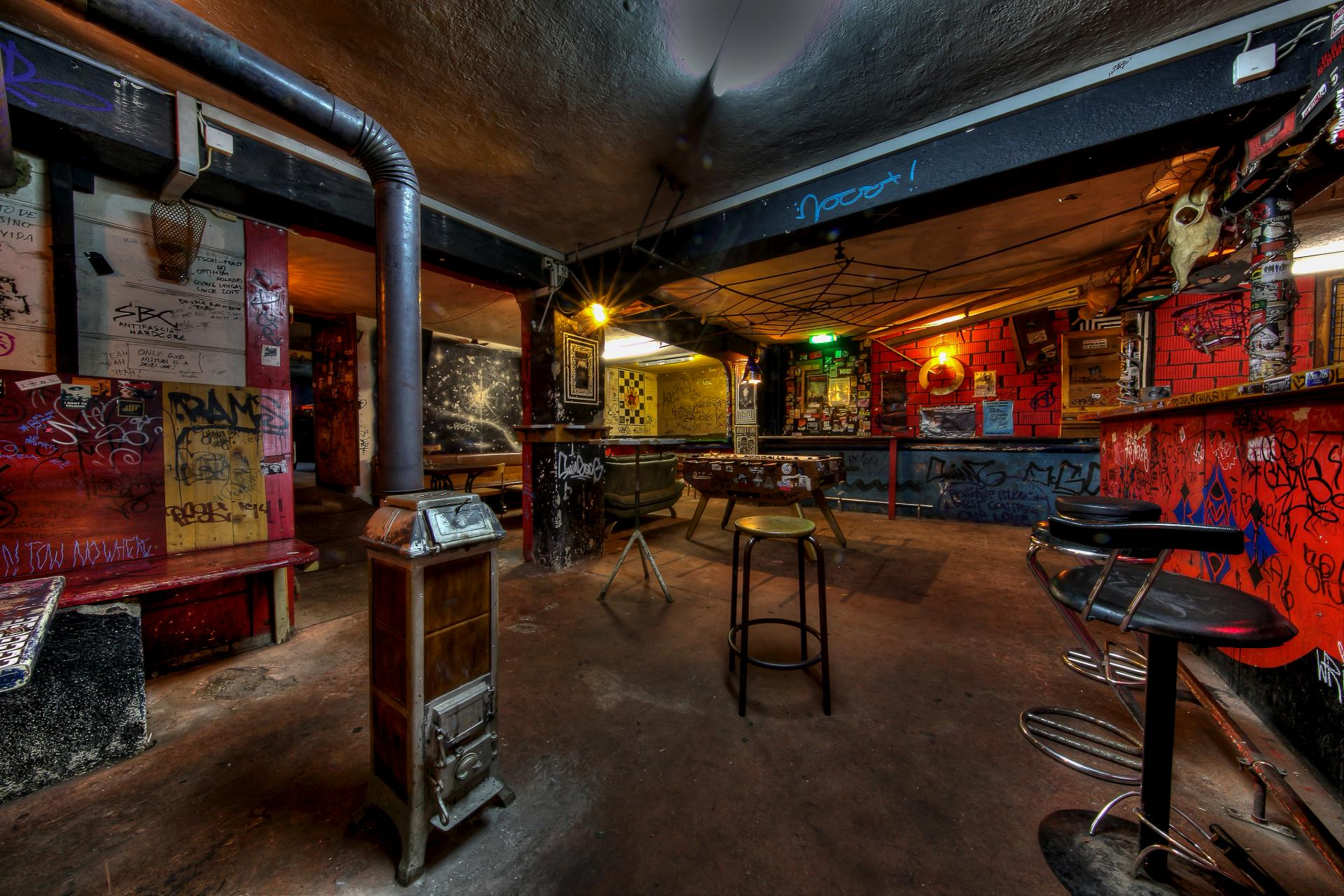
KuZeB Konzertbar

Das kulturelle Angebot des KuZeB reicht von Konzerten der Alternativ- und Subkultur internationalen Formats bis hin zu Lesungen, Filmvorführungen und politischen Vorträgen. Zwei Bühnen mit Bars, ein Kino, ein Hackerspace, ein Gratisladen, eine Läsothek, Ateliers zum Nähen, Drucken und Malen, eine Holz- und Metallwerkstatt, eine Mehrzweckhalle mit Skaterrampe und Fitnessbereich, ein Proberaum für Bands sowie ein grosser Garten und verschiedene Lagerräume sind heute Teil des autonomen Zentrums, in dem man verschiedenen Aktivitäten nachgehen kann.
Das KuZeB will andere und neue Gesellschafts- und Lebensformen erproben, in denen alle Beteiligten die gleichen Rechte und Pflichten, aber auch die gleiche Verantwortung haben. Die Grundpfeiler sind Menschlichkeit, Solidarität, Meinungsfreiheit, Vertrauen, Integration, Vielfalt und Offenheit. Diese Formen sollen konkrete Alternativen aufzeigen und Signalwirkung nach aussen haben. Dazu bietet der Verein ein Experimentierfeld für junge Menschen mit kreativen Ideen.